# Laothoe populi iberica
Laothoe populi iberica é uma subespécie de insetos lepidópteros, mais especificamente de traças, pertencente à família Sphingidae.
A autoridade científica da subespécie é Eitschberger, Danner & Surholt, tendo sido descrita no ano de 1998.
Trata-se de uma subespécie presente no território português.